# Jarosław Morawiecki
Jarosław Józef Morawiecki (* 11. März 1964 in Siemianowice Śląskie) ist ein ehemaliger polnischer Eishockeyspieler und derzeitiger -trainer. Der Stürmer war polnischer Nationalspieler.
Er spielte bis 1989 bei Zagłębie Sosnowiec, mit dem er 1984 polnischer Vize-Meister und 1985 polnischer Meister wurde. Von 1994 bis 1996 stand er in Schweden beim Olofströms IK unter Vertrag, danach in Frankreich beim Hockey Club de Caen. Anschließend kehrte Morawiecki nach Polen zurück und spielte in Katowice, Tychy, erneut Sosnowiec und Toruń, wo er 2004 seine Laufbahn beendete.
Morawiecki spielte für die polnische Nationalmannschaft die B-Weltmeisterschaft 1985, die die Polen gewinnen konnten und aufstiegen. Bei der A-Weltmeisterschaft 1986 konnte Polen zwar überraschend den amtierenden Weltmeister Tschechoslowakei schlagen, musste am Ende des Turniers als Letzter jedoch wieder absteigen. Bei der B-Weltmeisterschaft 1987 wurde Polen erneut Erster. 1988 nahm Morawiecki mit der Nationalmannschaft an den Olympischen Spielen in Calgary teil. Bei dem Turnier startete Polen stark mit einem 0:1 gegen Kanada, einem 1:1 gegen Weltmeister Schweden und einem 6:2 gegen Frankreich. Nach dem Spiel gegen Frankreich wurde Morawiecki bei der Dopingkontrolle allerdings positiv auf Testosteron getestet und für 18 Monate gesperrt. Nach seiner Sperre wurde er erneut positiv getestet und erhielt eine lebenslange Sperre, die 1994 auf Bewährung ausgesetzt wurde.
Nach dem Ende seiner aktiven Karriere wurde Morawiecki Trainer, zuerst in Toruń, später der polnischen U18- und U20-Nationalmannschaft.